# Inkan
Inkan (jap. 印鑑) – rodzaj pieczątki o okrągłym kształcie, japoński odpowiednik podpisu. Musi być zarejestrowana w urzędzie gminy, inaczej jest to hanko. Każdy inkan wytwarzany jest ręcznie w drewnie albo kości słoniowej, przez co jest unikatowy.

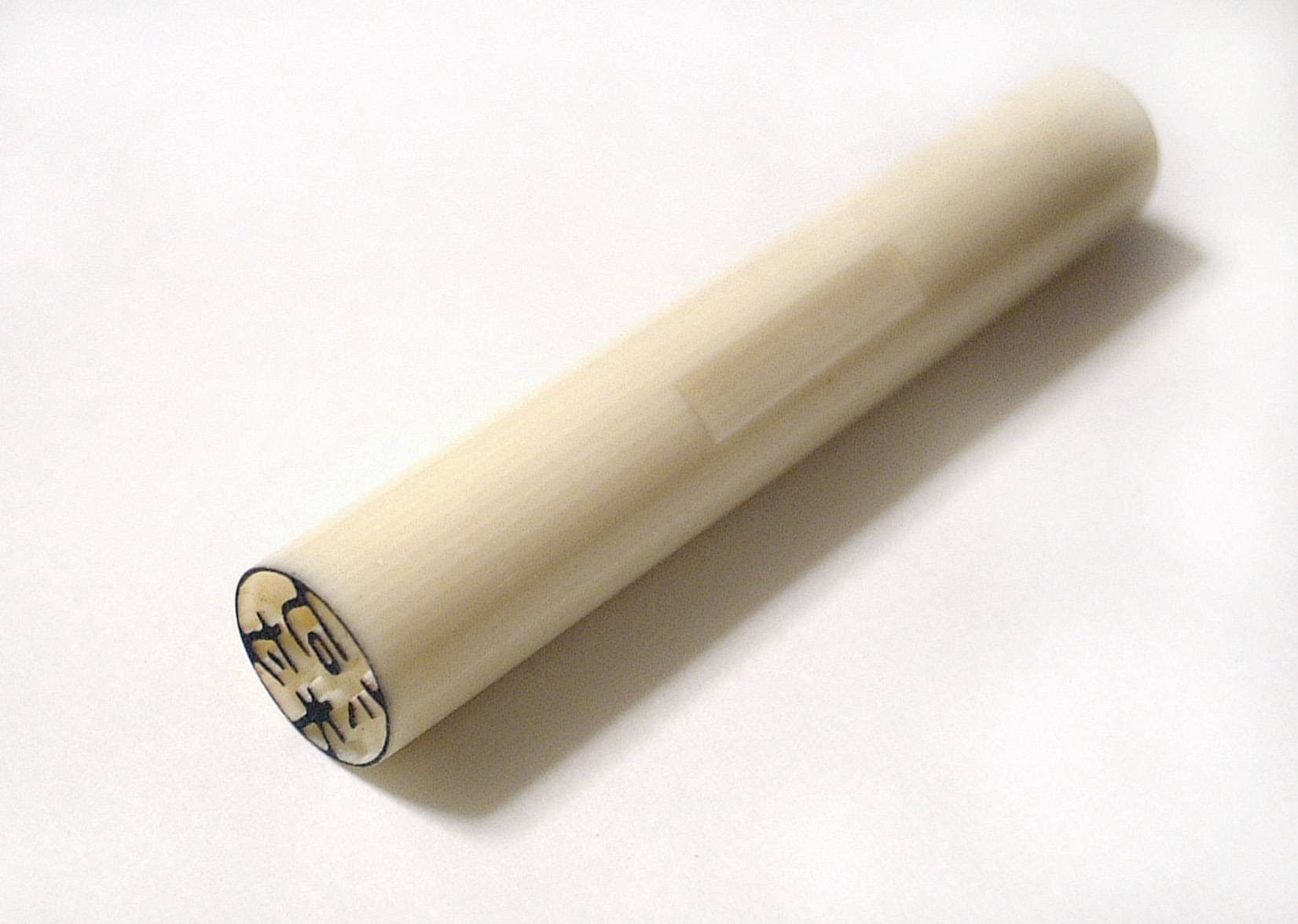
Przykładowy inkan z wyrytym imieniem Kawamura (jap. 河村)

W okresie Edo tylko arystokracja miała swoje pieczęci (czerwony tusz był dostępny tylko dla samurajów), natomiast dziś używany przez ogół.